# Musée Maillol
Musée Maillol (česky Maillolovo muzeum) je muzeum v Paříži věnované dílu francouzského sochaře a malíře Aristida Maillola. Nachází se v ulici Rue de Grenelle č. 61 v 7. obvodu. Muzeum bylo otevřeno v roce 1995 a jeho plocha je 4250 m2.

## Historie
Dina Vierny (1919-2009), malířova modelka se po jeho smrti starala o jeho dílo a v roce 1964 založila nadaci, jejímž úkolem je zpřístupňovat Maillolovo dílo veřejnosti. V roce 1995 Dina Vierny otevřela muzeum v městském paláci Hôtel Bouchardon, jehož renovace trvala s přispěním architekta Pierra Devinoy přes 15 let.

## Sbírky
Muzeum představuje především dílo Aristida Maillola ve stálé expozici a mimo to má i sbírku moderního umění 20. a 21. století (malířství, sochařství a kresba), které vystavuje v dočasných výstavách. Jedná se množství Maillolových přátel jako Henri Matisse, Pierre Bonnard nebo Raoul Dufy.